# Brabantino orientale
Il Brabantino orientale (olandese: Oost Noord-Brabants o Oost Brabants) è una delle divisioni principali del gruppo dialettale brabantino riconosciuto. I dialetti brabantiniani orientali sono parlati principalmente nella parte orientale della provincia del Brabante settentrionale. Le classificazioni del brabantino lo riconoscono come gruppo dialettale separato. A volte viene chiamato Meierijs, dal nome del Baliato di Den Bosch.
I dialetti brabantiniani orientali sono ulteriormente suddivisi in Kempenlands (in una vasta area a est e sud-est di Eindhoven, comprese Arendonk e Lommel in Belgio), North Meierijs (in un'area a sud di 's-Hertogenbosch verso Eindhoven), Peellands (a Helmond e dintorni), Geldrops e Heeze-and-Leendes. Gli ultimi due sono piccoli dialetti locali che si trovano come gruppi separati in poche altre classificazioni.
Non sono inclusi nel Brabantiano orientale i Maaslands, Land-van-Cuijks (che presenta molte somiglianze con il vicino Guelderish meridionale e con i dialetti del Limburgo settentrionale), Kleverlands (un dialetto del Guelderish meridionale) e Budels (linguisticamente un dialetto del Limburgo).